# Olivia Peguero
Olivia Peguero (n. 1961, Las Salinas⁠(d), Barahona Province⁠(d), Republica Dominicană) este o artistă dominicană contemporană cunoscută pentru picturile sale de peisaj și de artă botanică. Ea petrece cea mai mare parte a anului în Republica Dominicană și Florida și este renumită pentru faptul că își realizează majoritatea lucrărilor în aer liber (en plein air). În contrast cu alți artiști dominicani, Peguero utilizează uleiul într-un stil european mai tradițional, reprezentând adesea viața ca naștere, existență și moarte în florile sale.

## Viața și cariera artistică

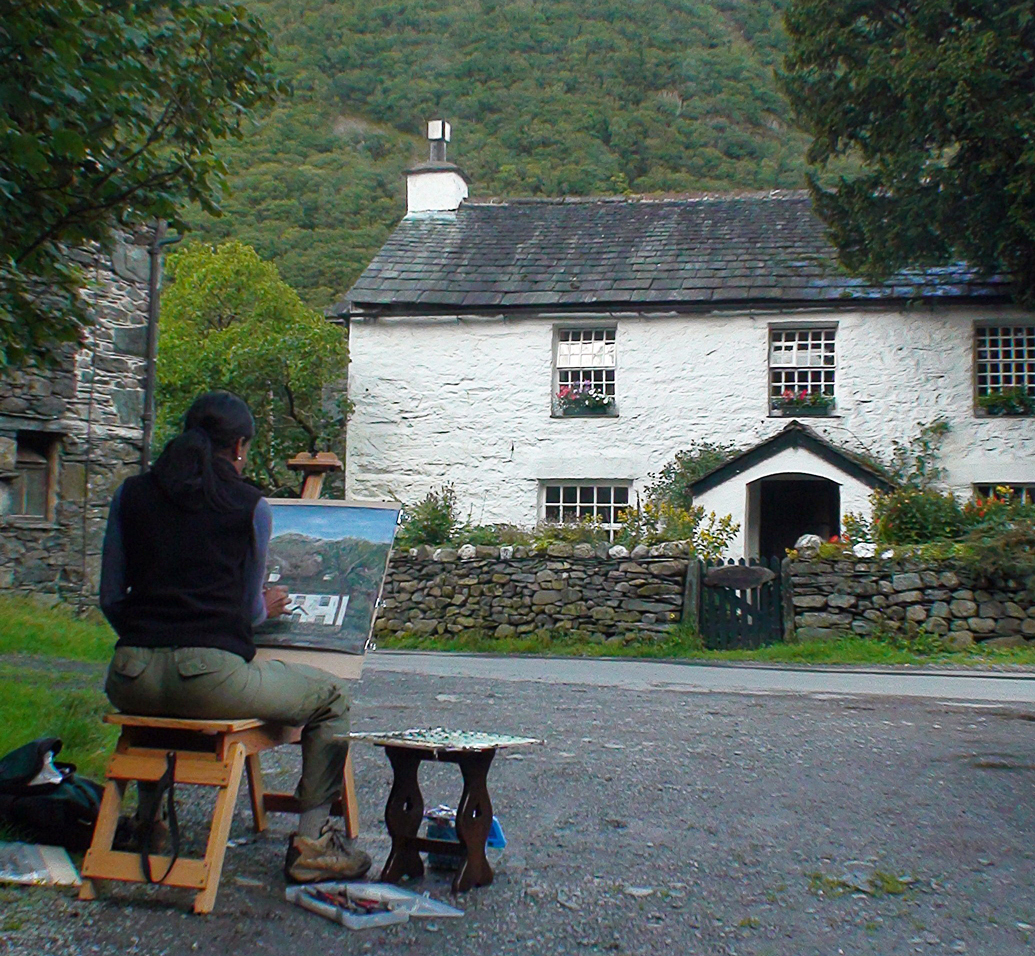
Olivia Peguero pictează în Hamlet of Stonethwaite, Parcul Național Lake District, Anglia 2014

Olivia Peguero s-a născut în Las Salinas, o localitate din provincia Barahona din Republica Dominicană. Ea a crescut în două mici orașe din țară: Miches, situat pe coasta de est, în provincia El Seibo, și Las Salinas, în provincia Barahona, în sud-vest. După absolvirea liceului Mahatma Gandhi din Santo Domingo, Peguero s-a mutat în New York pentru a se alătura părinților săi, care emigraseră cu câțiva ani înainte. 
Olivia Peguero și-a continuat formarea universitară în Statele Unite ale Americii, unde a urmat cursuri la mai multe instituții de învățământ superior. Ea a obținut o diplomă de licență în pictură de studio de arte plastice la Florida Atlantic University, Florida, unde și-a perfecționat stilul și tehnicile de pictură. Ulterior, a obținut o diplomă de licență în sisteme de informații de management la Mercy College, New York, și un master în administrarea afacerilor la Nova Southeastern University, Florida.
Deși nu a fost expusă la artă în copilărie, Olivia Peguero a fost puternic influențată de stilul maeștrilor olandezi în timpul studiilor sale de artă. Ea a considerat firesc să aplice acest stil tradițional într-un mediu luxuriant precum cel din Caraibe. În ciuda faptului că mulți oameni asociază arta lui Peguero doar cu peisajul și arta tropicală, o mare parte din munca și pregătirea sa s-au concentrat pe stăpânirea metodelor tradiționale de arhitectură, botanică și peisaj. Primele ei picturi au fost adesea realizate în Lake District și în împrejurimile acestuia, în Anglia.

## Fundația Peguero Arte Libros
Olivia Peguero este fondatoarea Fundației Peguero Arte Libros și a Proiectului Cărți de Artă pentru Educație, care se concentrează pe educația artistică pentru copiii din zonele rurale ale Republicii Dominicane. În 2007, a fost prezentat cazul în care mulți copii din zonele rurale nu sunt expuși și nu au acces la învățarea artelor plastice, precum pictura, sculptura, poezia și scrierea de povești. Într-un efort de a schimba această situație, fundația a implementat un program de furnizare a cărților de artă în limba spaniolă pentru școlile din mediul rural, astfel încât copiii să aibă acces la aceste materiale educaționale.
În 2013, Fundația Peguero a demarat un al doilea program numit "Educație pentru copiii din mediul rural", care se concentrează pe menținerea copiilor din zonele agricole rurale la școală și în afara câmpurilor. Fundația a colaborat cu întreprinderi agricole care lucrează direct cu familiile din mediul rural și a încurajat familiile să înțeleagă importanța educației pentru copiii lor. Prin aceste programe, Olivia Peguero a demonstrat angajamentul său față de educația și dezvoltarea copiilor din Republica Dominicană și a avut un impact pozitiv asupra vieților multor tineri din țara sa natală.

## Arta și protecția pădurii tropicale dominicane
Rezervația de cacao Mariposa este o inițiativă privată pentru conservarea pădurii, condusă și deținută de familia Peguero, care îmbină practicile de cultivare ecologică și durabilă a cacauei și gestionarea pădurilor cu protejarea vieții sălbatice și a naturii. 
Situată la vest de Miches, rezervația este accesibilă doar pe jos și călare. Zona rurală din cadrul rezervației a fost subiectul principal al peisajelor în multe dintre primele picturi ale lui Peguero. Vizitele în rezervația Mariposa Cocoa Preserve se fac numai pe bază de invitație, în cadrul unei expediții anuale a artiștilor.

## Programul "Artă în Ambasade "
În 2019, două lucrări importante ale lui Olivia Peguero au fost împrumutate de Departamentul de Stat al Statelor Unite ale Americii în cadrul programului "Artă în Ambasade", pentru a fi expuse în cadrul unei expoziții la Chișinău, Moldova. Prima lucrare, intitulată "The Emerald Hills of Quisqueya" (2003), are un simbolism puternic și evidențiază problemele sociale și de mediu pe care Peguero le-a observat în timp ce lucra în mediul rural din Republica Dominicană. Este o lucrare eco-politică, care își propune să atragă atenția asupra problemelor de mediu și de sărăcie din țara sa natală.
A doua lucrare, intitulată "The Cow on the Beach" (2017), documentează peisajele din jurul Miches înainte de noua dezvoltare turistică și efectele schimbărilor climatice. Această lucrare eco-politică reprezintă un apel la acțiune pentru protejarea mediului natural și pentru a preveni distrugerea frumuseții naturale a țării sale.